# Iotacismo
Con iotacismo (in greco antico: ἰωτακισμός?, iōtakismós) si fa riferimento a un errore di scrittura frequente nei papiri e nei manoscritti greci provocato da un mutamento linguistico intercorso tra il periodo classico e quello tardo-bizantino. Noto anche come itacismo o iodizzazione, il fenomeno è infatti dovuto alla confusione dei grafemi <i, ē, ei, oi, y> che nel greco tardo e bizantino avevano assunto tutti la medesima pronuncia [i], corrispondente in greco alla lettera iota.
Più in generale, si definisce iotacismo il passaggio di qualsiasi fonema (generalmente vocalico) a una pronuncia [i].

## Storia
Un tentativo di confutazione dell'itacismo fu compiuto dall'umanista olandese Erasmo da Rotterdam (1467-1536) nel trattato Dialogus de recta Latini Graecique sermonis pronuntiatione ("Dialogo sulla corretta pronuncia della lingua latina e greca", 1528) in cui egli affermava che nel greco antico il suono di η doveva essere /e/, non /i/ (per questo motivo la sua teoria venne denominata "etacismo"). A sostegno di questa tesi viene citato un verso del commediografo ateniese Cratino, uno dei principali esponenti della Commedia antica, che parla di uno sciocco in questo modo: "ὁ δ'ἠλίθιος ὥσπερ πρόβατον βῆ βῆ λέγων βαδίζει" ("lo sciocco cammina facendo bee bee come una pecora"); difficilmente il verso "bee" poteva esser letto /vi/, secondo la pronuncia itacistica.
Contro la teoria "erasmiana" si schierò l'umanista tedesco Johannes Reuchlin (1455-1522), in onore del quale la pronuncia greca bizantina è anche detta reuchliniana.